# Atletski savez Crne Gore
Czarnogórski Związek Lekkoatletyczny (czarnog. Atletski savez Crne Gore, ASCG) – czarnogórska narodowa federacja lekkoatletyczna należąca do European Athletics. Siedziba znajduje się w Podgoricy, a prezesem jest Milorad Vuletić.
Federacja powstała 7 listopada 1948, a od 2006 jest członkiem IAAF.